# Miezgovce
Miezgovce – wieś (obec) w powiecie Bánovce nad Bebravou, w kraju trenczyńskim na Słowacji. Znajduje się w regionie Górna Nitra w północno-zachodniej części Słowacji.
29 października 1944 r. wieś zajęli niemieccy żołnierze. Spędzili w jedno miejsce mieszkańców, wyrabowali domy, po czym wieś podpalili. Spłonęło 37 domów, szkoła i 12 zabudowań gospodarskich. 36 mężczyzn hitlerowcy wywieźli do Nitry, gdzie ich przesłuchiwano i torturowano. 15 lutego 1945 r. Niemcy powtórnie wtargnęli do wsi. Po spędzeniu wszystkich mężczyzn 15 z nich zabrali na przesłuchanie do Bánovec nad Bebravou. Dziesięciu z nich wysłali do obozów koncentracyjnych, skąd ci już nigdy nie wrócili.